# ATP Challenger Wuxi
Das ATP Challenger Wuxi (offizieller Name: Wuxi Open) ist ein Tennisturnier in Wuxi, China, das seit 2024 ausgetragen wird. Es ist Teil der ATP Challenger Tour und wird im Freien auf Hartplatz gespielt.

## Liste der Sieger

### Einzel
| Jahr | Sieger         | Finalgegner      | Ergebnis  |
| ---- | -------------- | ---------------- | --------- |
| 2025 | Sun Fajing     | Alex Bolt        | 7:64, 6:4 |
| 2024 | Bu Yunchaokete | Jahor Herassimau | 6:4, 6:1  |

### Doppel
| Jahr | Sieger                         | Finalgegner                   | Ergebnis         |
| ---- | ------------------------------ | ----------------------------- | ---------------- |
| 2025 | Vasil Kirkov Bart Stevens      | Ray Ho Matthew Romios         | 3:6, 7:5, [10:6] |
| 2024 | Calum Puttergill Reese Stalder | Toshihide Matsui Kaito Uesugi | 7:68, 7:64       |